# Kigelia

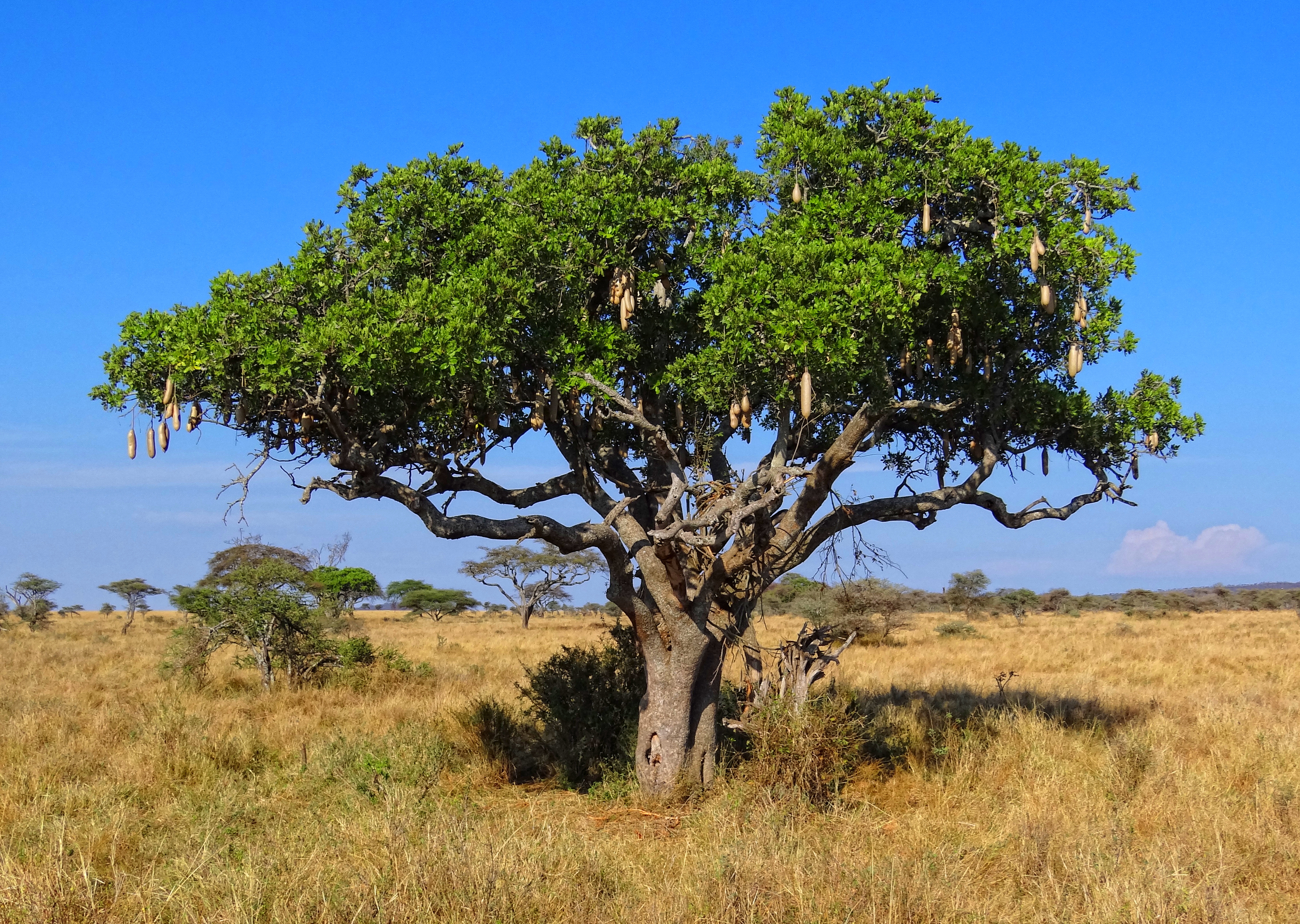
K. africana, Національний парк Серенгеті

Кігелія — рід квіткових рослин родини бігнонієвих. Рід складається лише з одного виду, Kigelia africana, який зустрічається по всій тропічній Африці. На так званому ковбасному дереві росте отруйний плід до 60 сантиметрів завдовжки, вагою близько 7 кілограмів, який нагадує ковбасу в оболонці.

## Етимологія

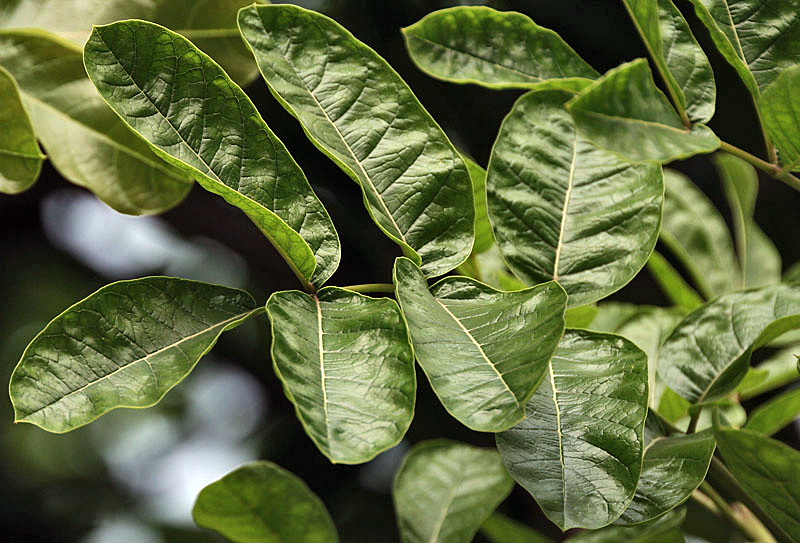
Листя дерева в Калькутті, Західна Бенгалія, Індія

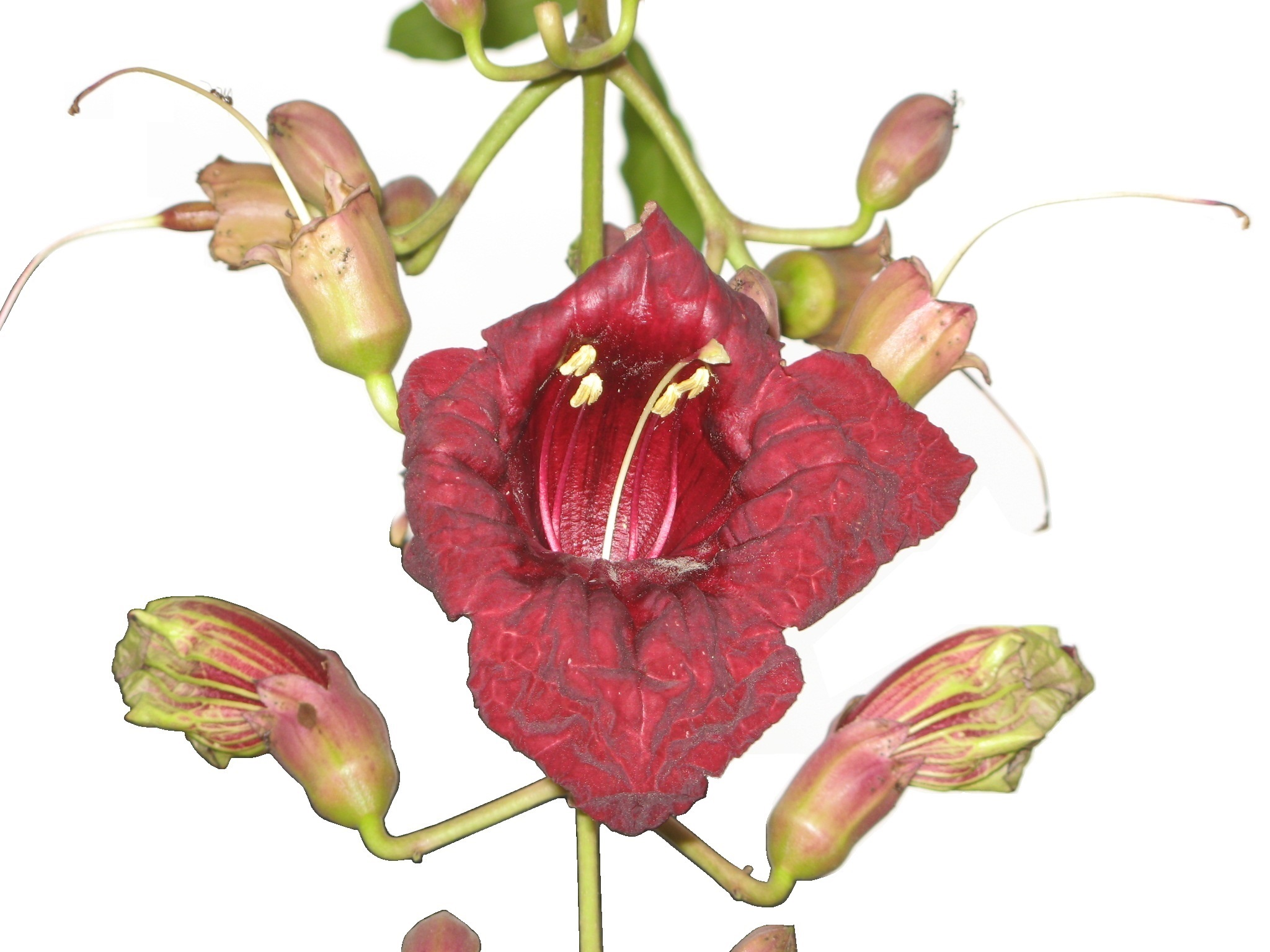
Розкрита квітка в волоті

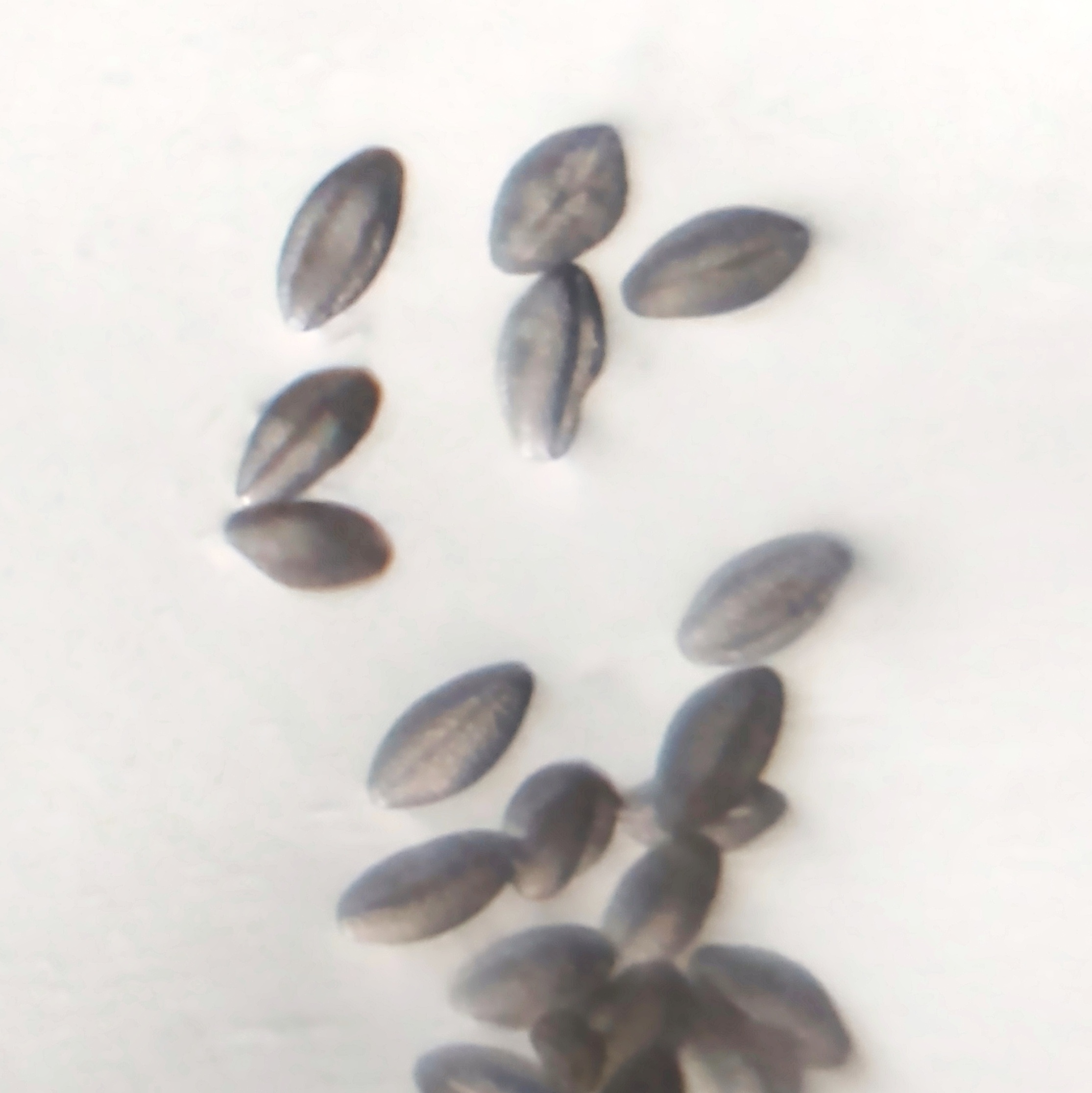
Пилок Kigelia africana

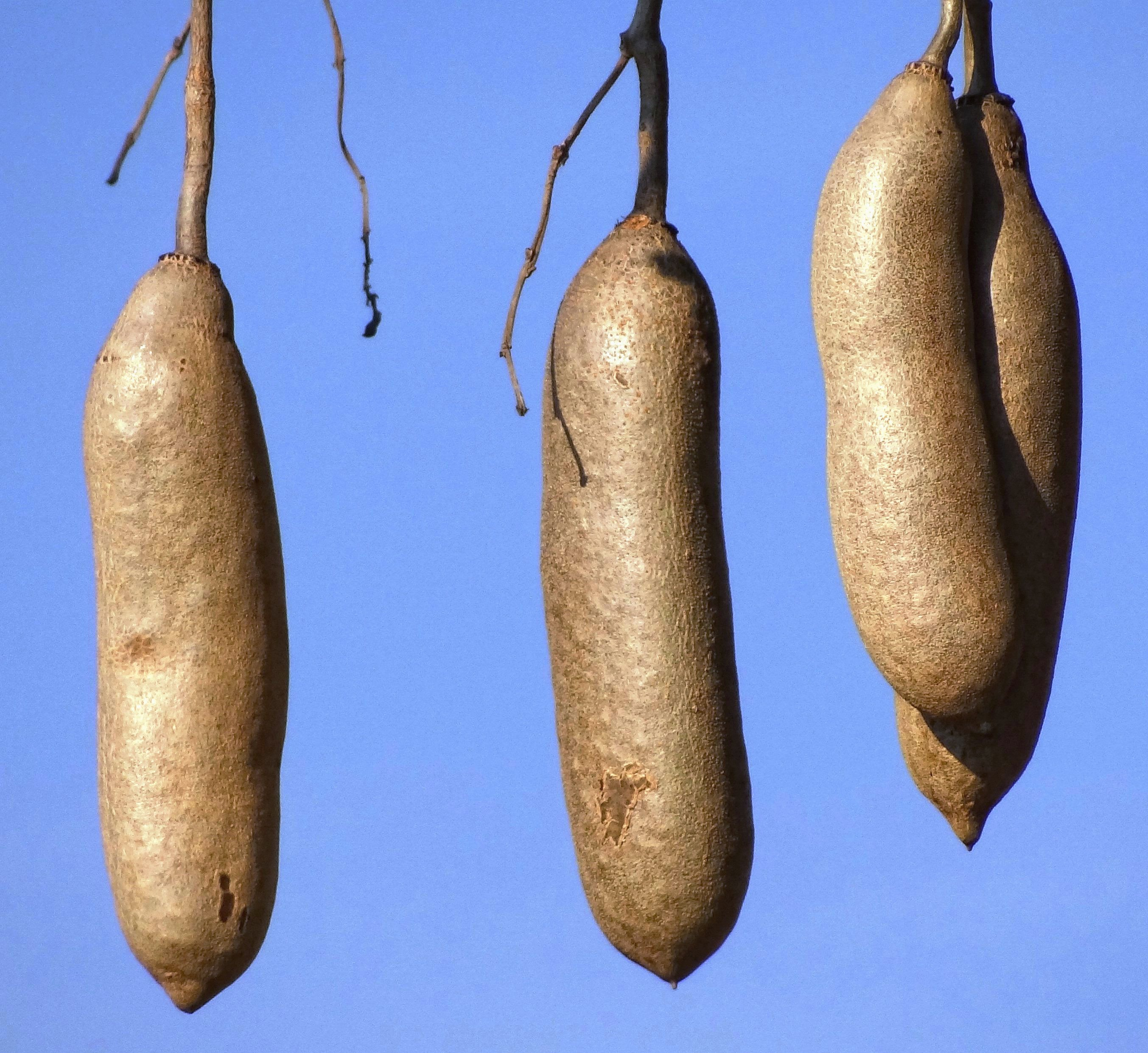
Плоди ковбасного дерева

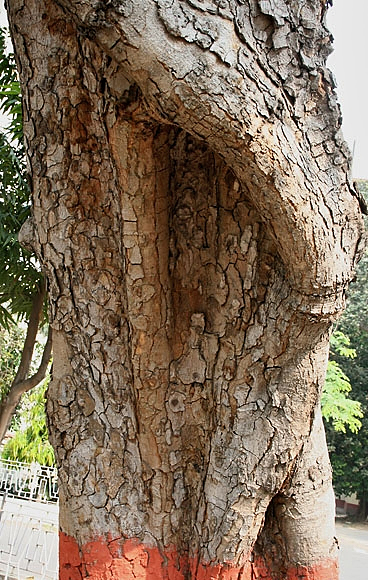
Кора дерева в Калькутті, Західна Бенгалія, Індія

Назва роду походить від Мозамбікської назви мовою Банту — kigeli-keia, тоді як загальні назви — ковбасне дерево та огіркове дерево — стосуються довгих плодів, схожих на сосиски. Його назва на мові Африкаанс «worsboom» також означає ковбасне дерево, а його арабська назва означає «батько сумок».

## Опис
Це дерево виростає до 20 метрів заввишки і зазвичай має розлогі гілки. Кора спочатку сіра і гладка, на старих деревах лущиться. Її товщина може досягати 6 міліметрів на гілці діаметром 15 сантиметрів. Деревина блідо-коричнева або жовтувата, недиференційована і не схильна до розтріскування.

### Листя
Дерево вічнозелене в регіонах, де опади випадають протягом року. Періодично скидає листя в засушливому кліматі. Листки знаходяться напроти друг друга або формують триплети, перисті, мають довжину від 30 до 51 см з 6-10 овальними листочками до 20 см завдовжки та 5.7 см в діаметрі, термінальний листочок може бути відсутнім.

### Квітки
Квітки звисають з гілок на довгих гнучких стеблах (2-6 метра в довжину). За словами автора та фотографа Вінстона Вільямса, ці стебла, або квітконоси, можуть мати до 7.5 метра у довжину. Квітки утворюються в волотях; вони дзвоникоподібні (подібні до африканських тюльпанових дерев, але ширші, темніші та більш воскові), від помаранчевого до темно-бордового або багряно-зеленого кольору та близько 10 см завширшки. Окремі квітки не звисають, а розташовані горизонтально.

### Плоди
Плід — дерев'яниста ягода від 30 до 99 см і зазвичай до 18 см в діаметрі. Існують Задокументовані плоди діаметром 20 см. Зазвичай плід важить 5-10 кг, але іноді і 12 кг. Звисає на довгих мотузкоподібних квітконосах. М'якоть плоду волокниста, містить багато насіння.

## Видові асоціації
Деяких птахів приваблюють квіти, які сідають на міцні стебла квітів. Їх запах найбільш помітний вночі, що свідчить про те, що вони пристосовані до запилення кажанами, які відвідують їх за пилком і нектаром. Квіти залишаються відкритими протягом дня, і їх вільно відвідують багато комах-запилювачів, особливо великі види, такі як бджоли-теслі. Плоди їдять кілька видів ссавців, включаючи бабуїнів, кущових свиней, саванних слонів, жирафів, бегемотів, мавп і дикобразів. Насіння розсіяно в їх посліді. Насіння також їдять коричневі та буроголові папуги, а листя дерев — слони та великий куду (Joffe 2003; del Hoyo et al. 1997). Екземпляри в австралійських парках дуже популярні серед какаду.

## Вирощування та використання
Свіжі плоди отруйні для людини і мають сильну сеногінну дію . Плоди готують до споживання шляхом сушіння, смаження або ферментації (Joffe 2003; McBurney 2004). У Ботсвані деревина використовується для макоро, ярма і весел.
Тверду оболонку (шкірку) фрукта можна видовбати, очистити та перетворити в міцні контейнери різного розміру.
Навколо гори Кенія, особливо серед племен кікую, ембу та акамба, сушені фрукти використовуються для виготовлення алкогольних напоїв (муратіна у кікуйю, аембу та калуву у камбі), які є основним компонентом культурних заходів у центральній Кенії. Плоди збирають, розділяючи на дві частини вздовж зерна, перед тим як висушити на сонці. Потім сушені фрукти поміщають у ферментаційну ємність зі старішою муратиною (прурал), яка вже використовується, для активації та інокуляції нових фруктів дріжджами. Чим більше використовуються культури, тим сильніше вони перетворюють цукор із соку цукрової тростини та меду на вуглекислий газ і алкоголь. Алкогольний напій зазвичай зарезервований для особливих випадків, таких як весілля, церемонії приданого та поховання.
Дерево широко вирощується як декоративне дерево в тропічних регіонах через його декоративні квіти та незвичайні плоди. Слід ретельно вибирати місця для посадки, оскільки падіння плодів може завдати серйозних травм людям і пошкодити припаркований під деревами транспорт.

## Галерея

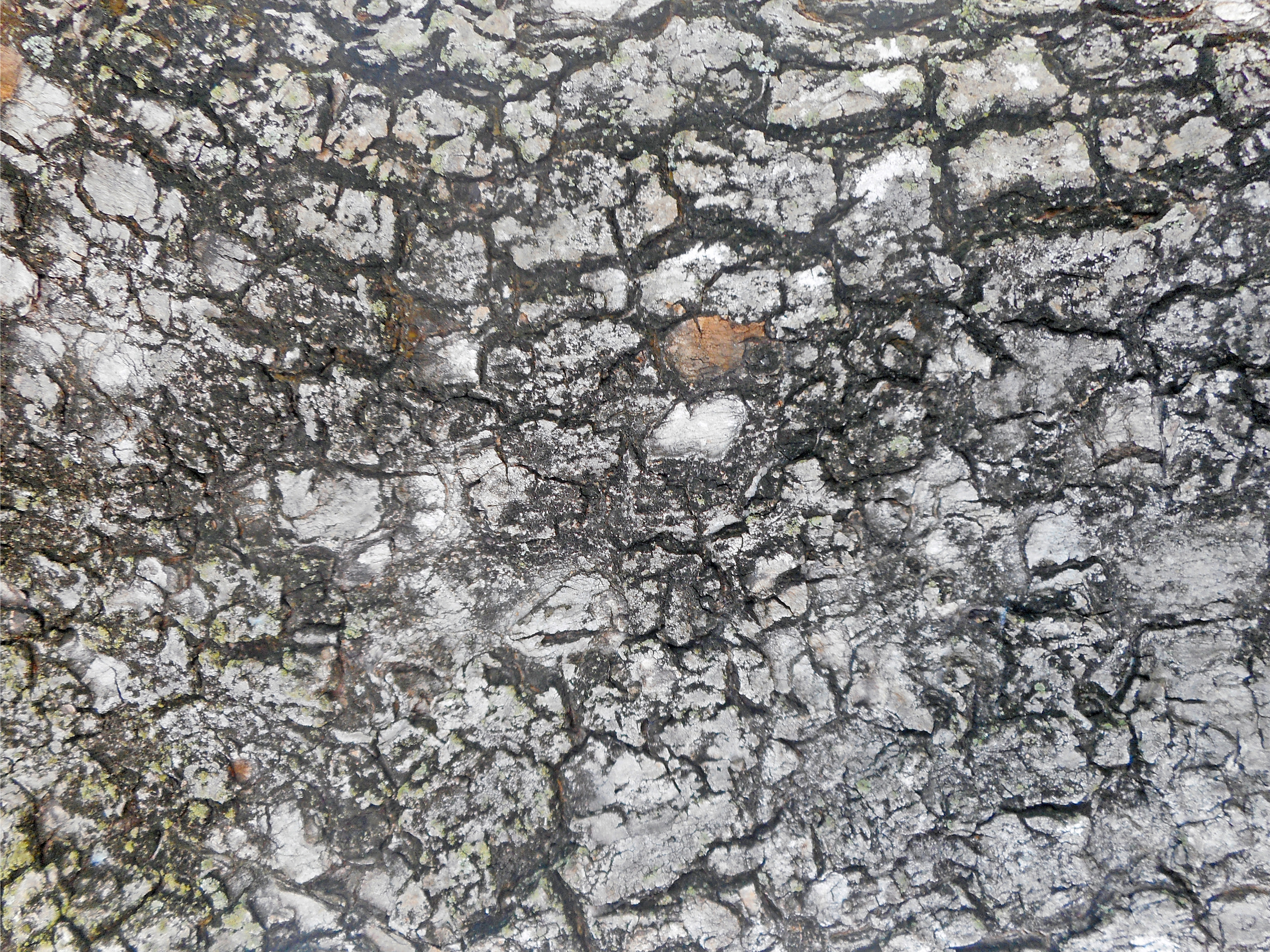
Деталі кори ковбасного дерева
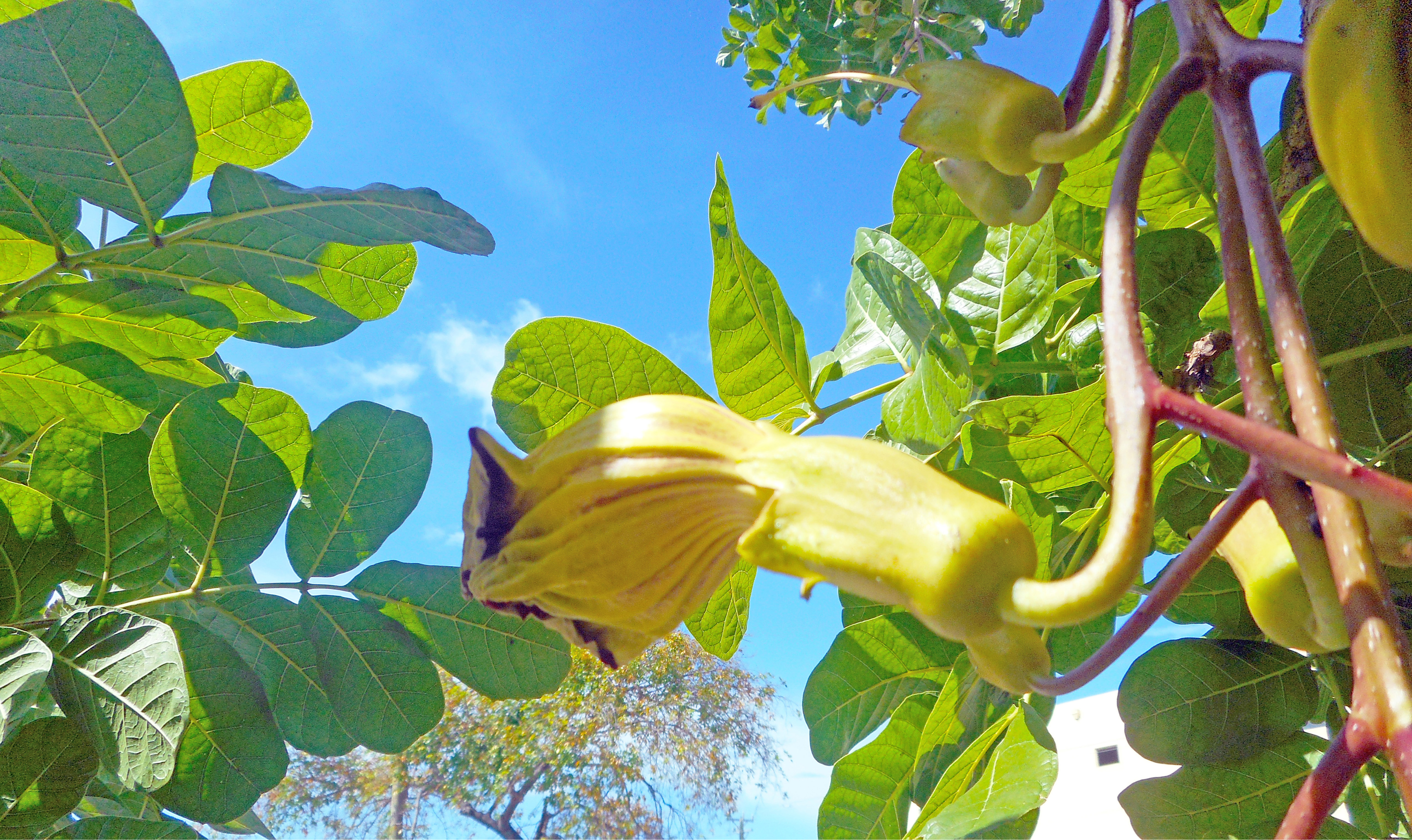
Проростаюча квітка
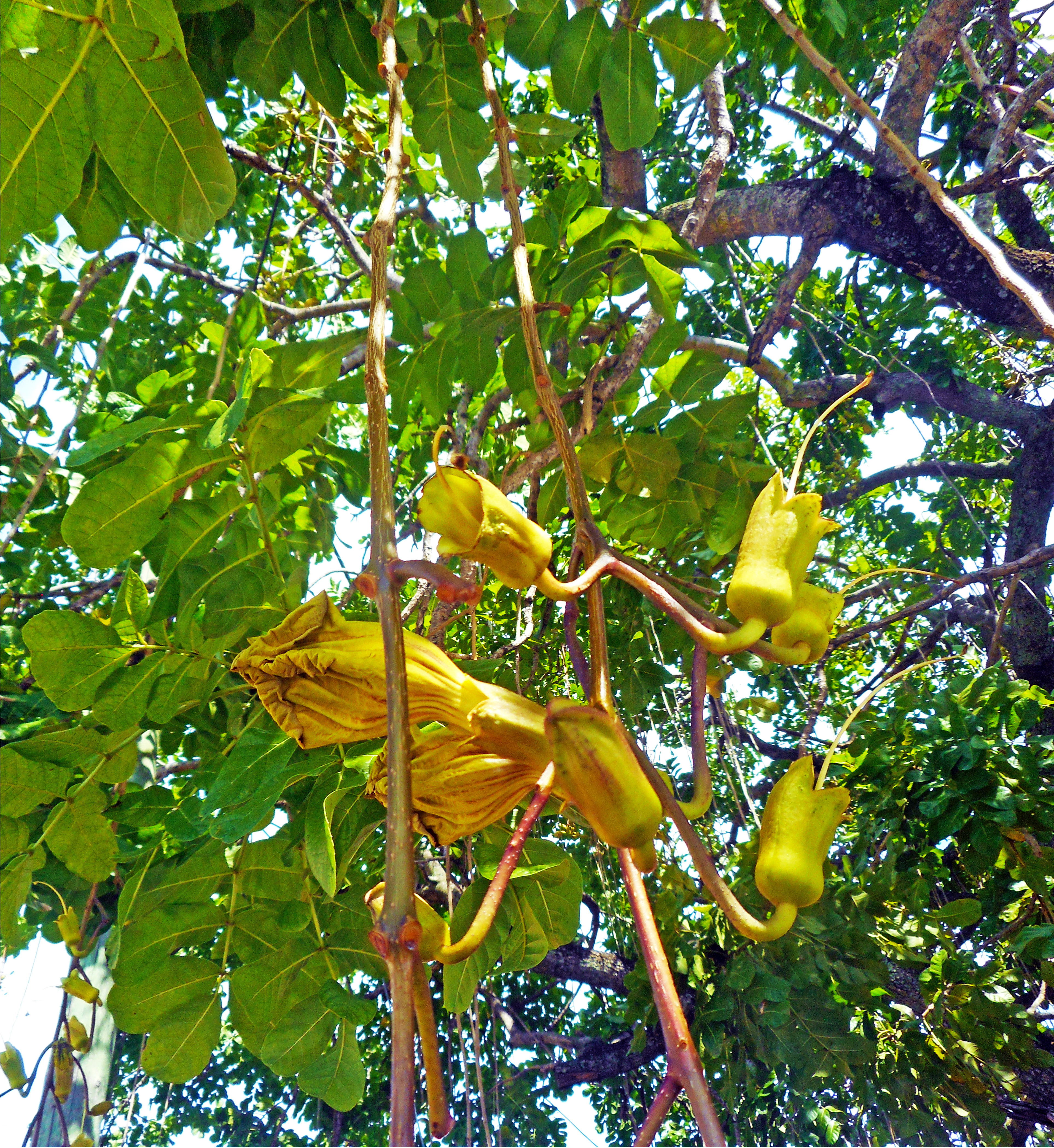
Суцвіття ковбасного дерева
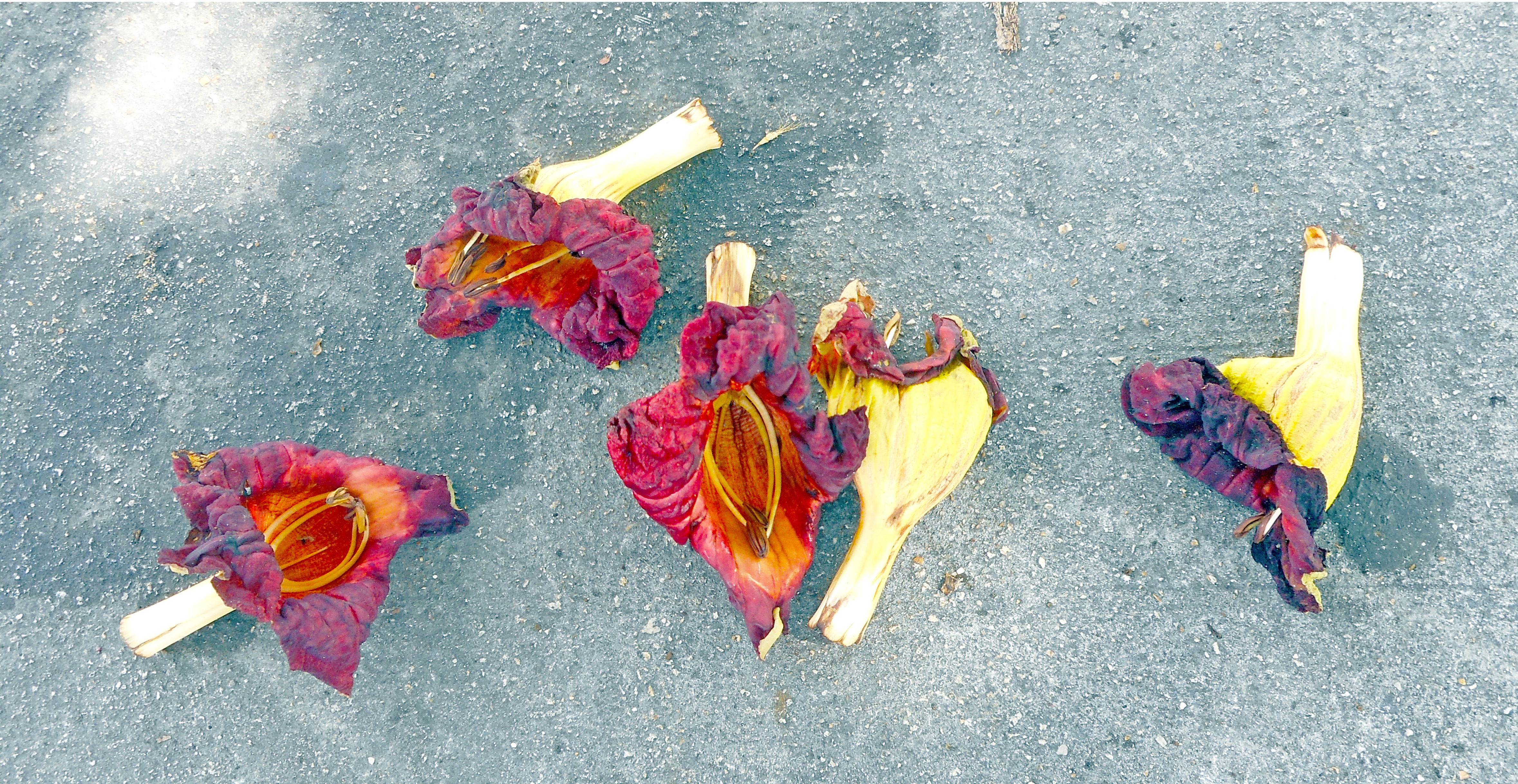
Опалі віночки квітів
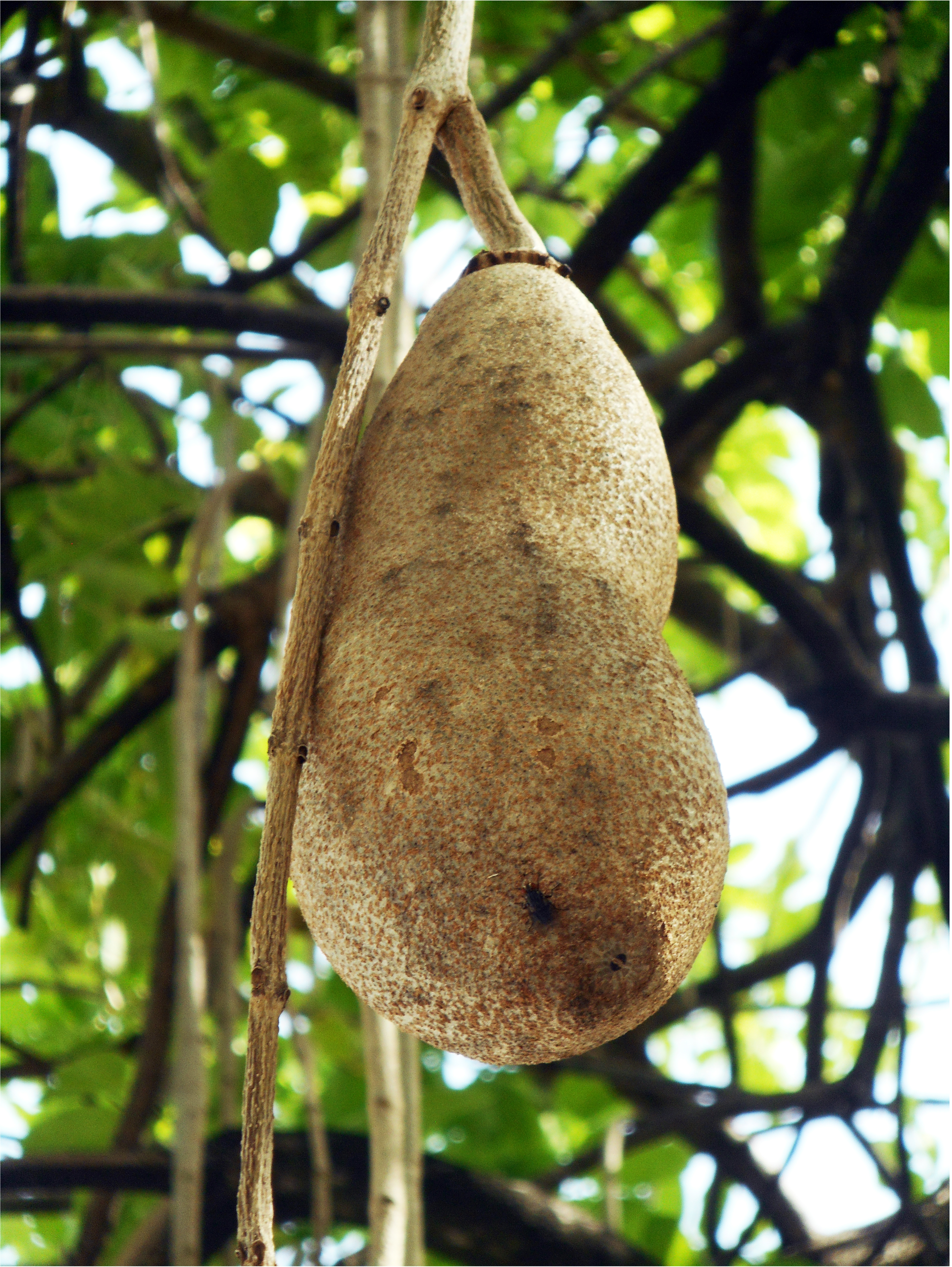
Плід ковбасного дерева
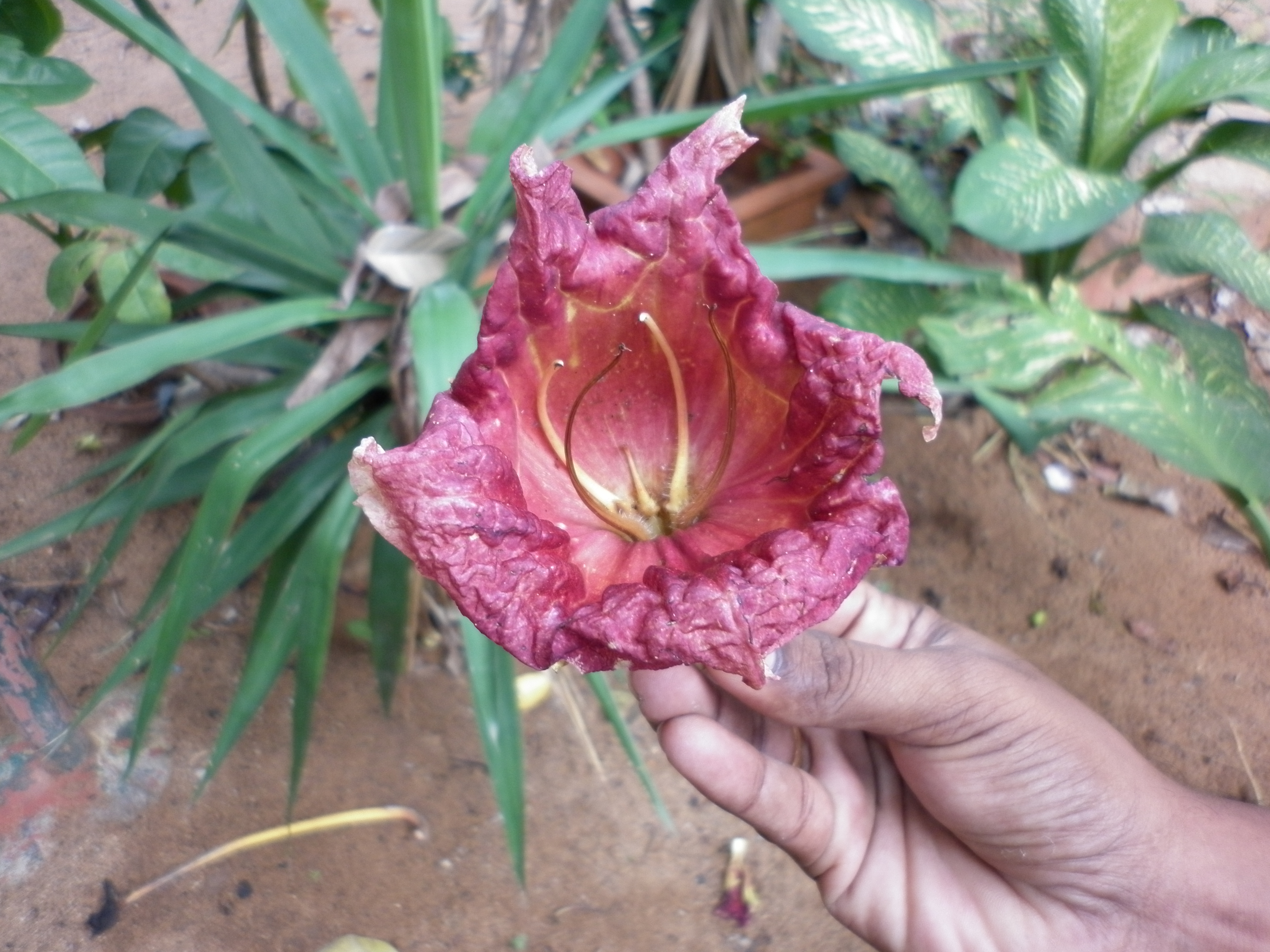
Квітка кігелії Пудучеррі,Індія
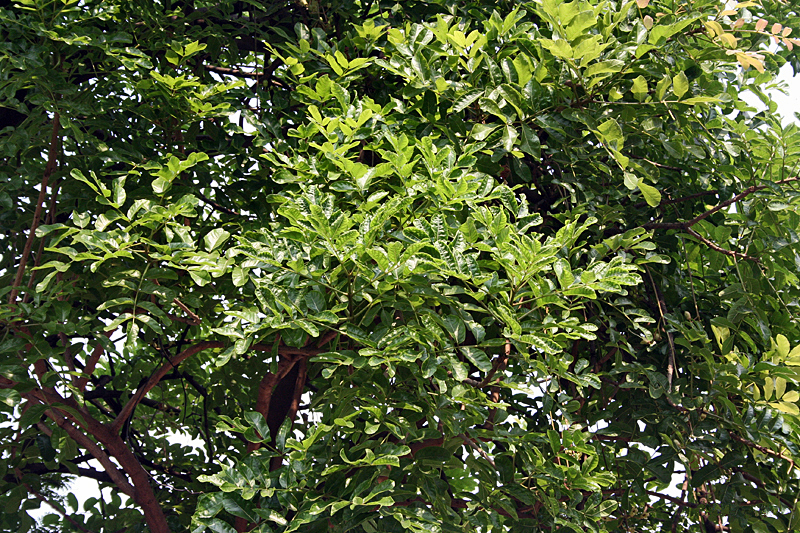
Листя на дереві в Калькутті,Західна Бенгалія,Індія
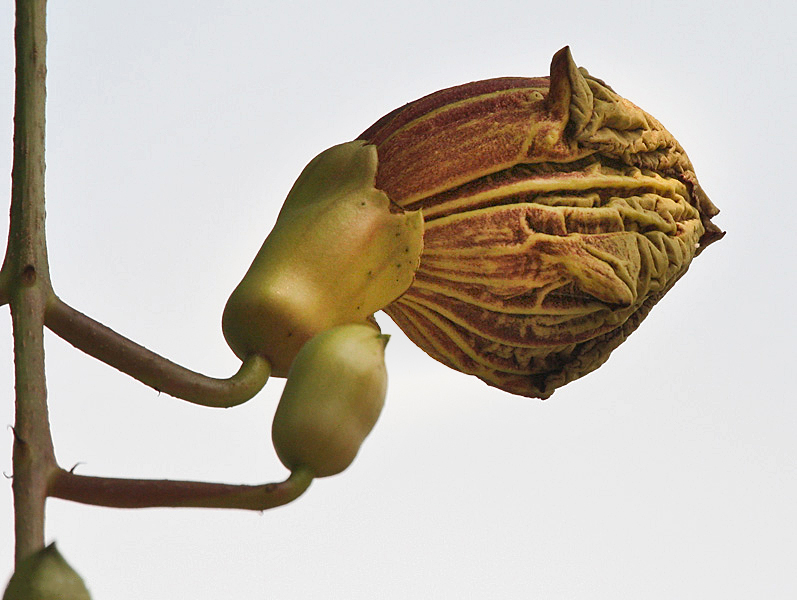
Бутон квітки в Калькутті,Західна Бенгалія,Індія.
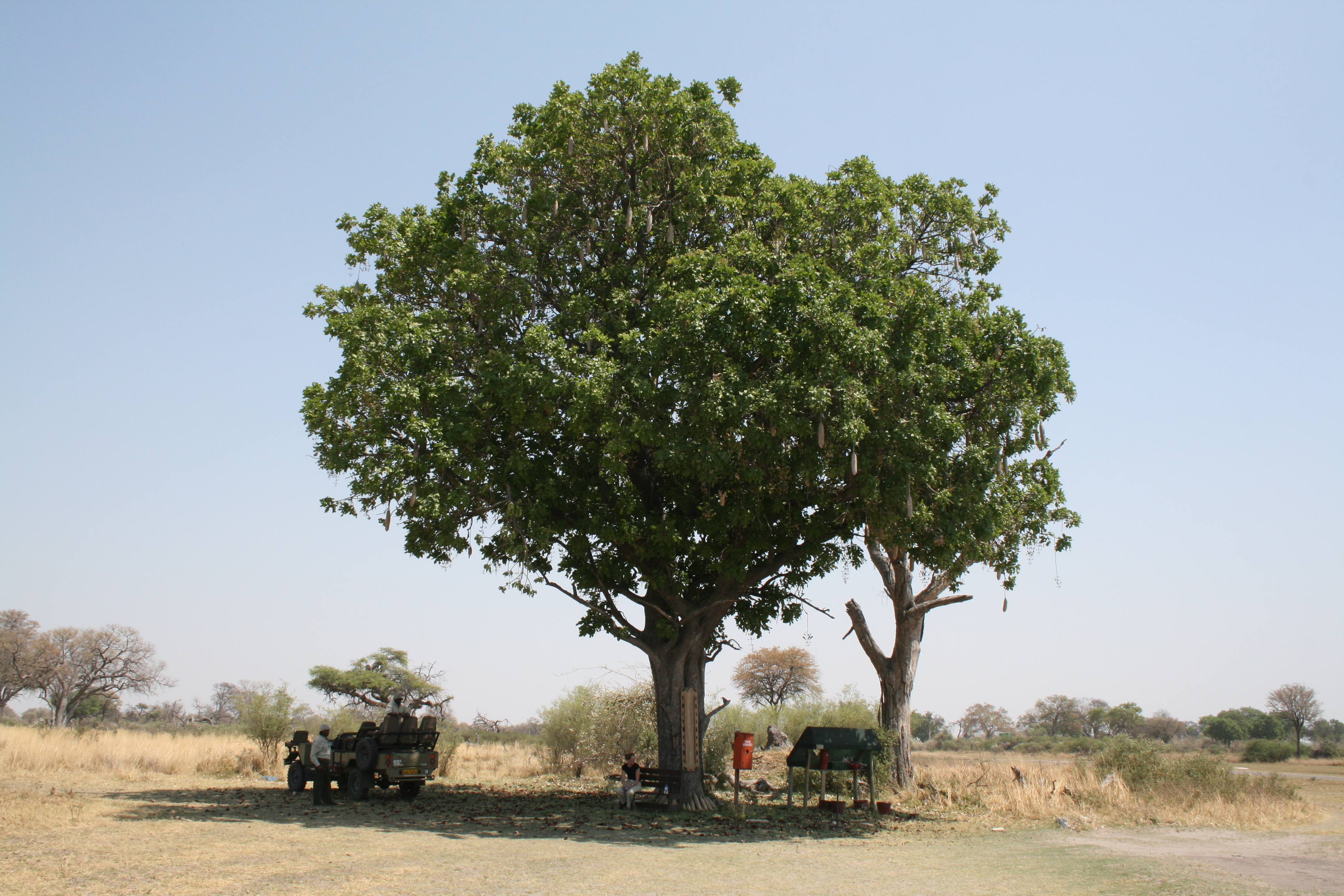
Ковбасне дерево в Ботсвані використане як зал очікування вильоту в аеропорту
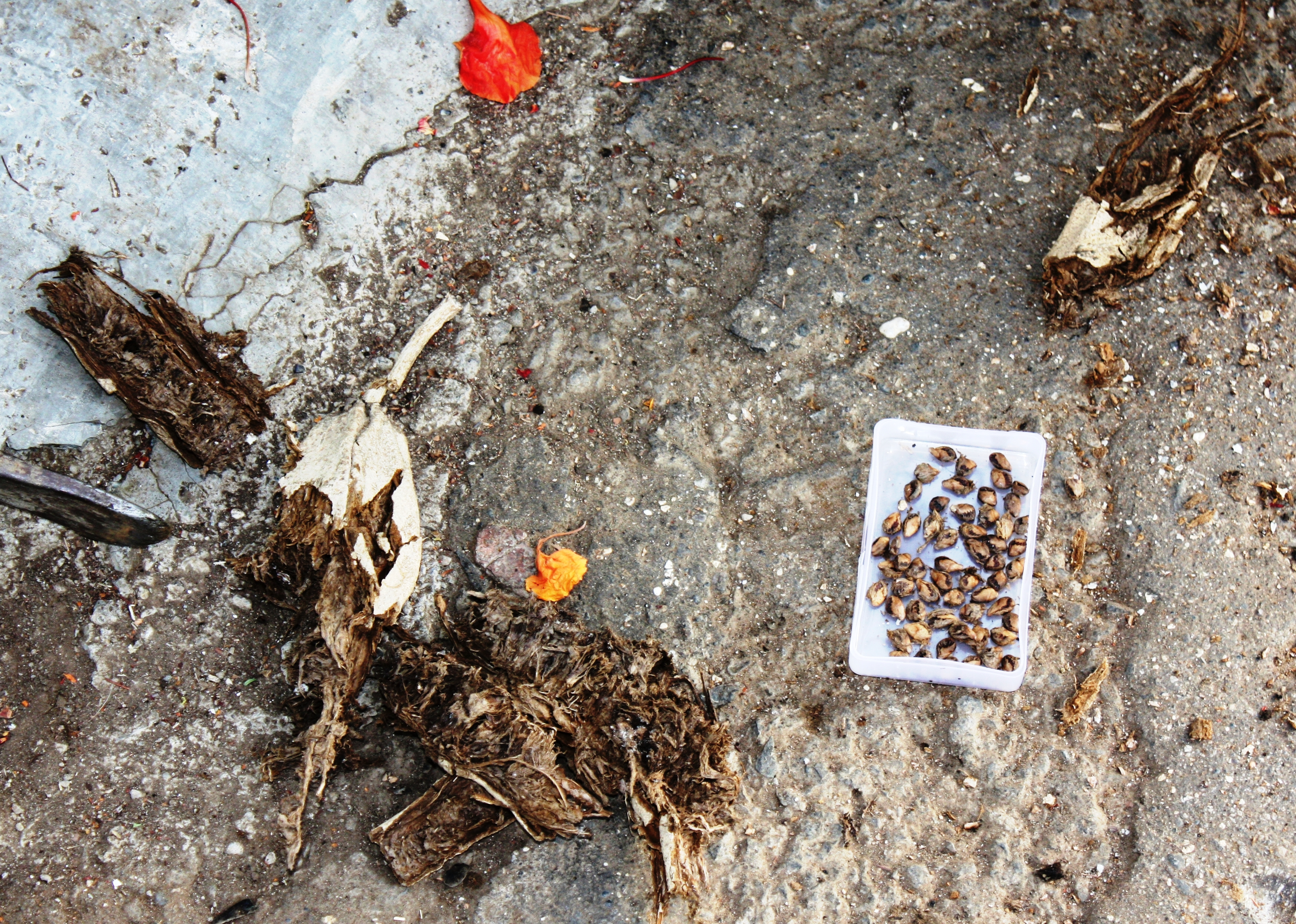
Насіння та лушпиння розбитого фрукта, Пуна, Індія.
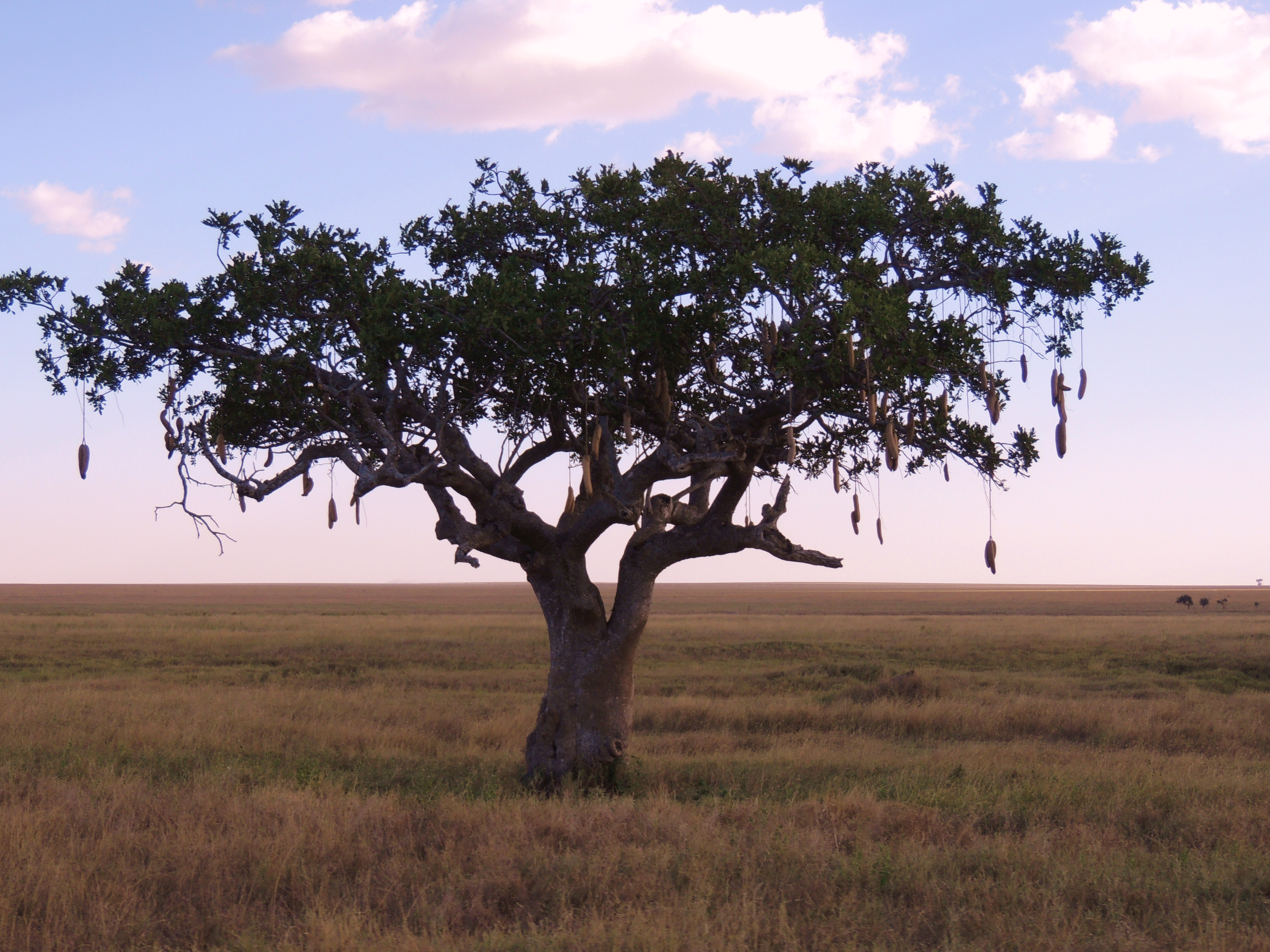
Кігелія африканська – ковбасне дерево
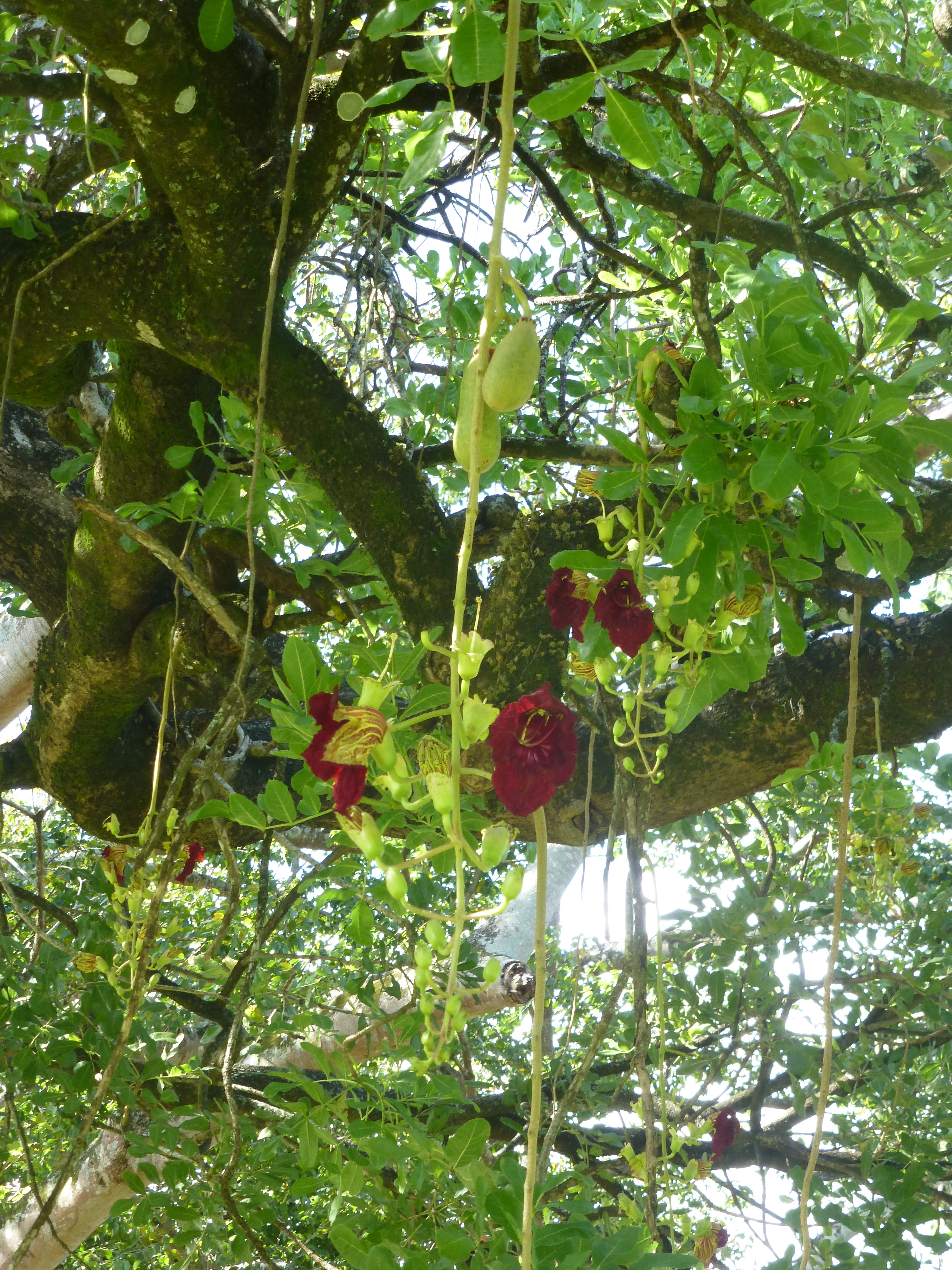
Кігелія африканська з незрілими плодами: кампус UWI, Тринідад, лютий 2015 р.
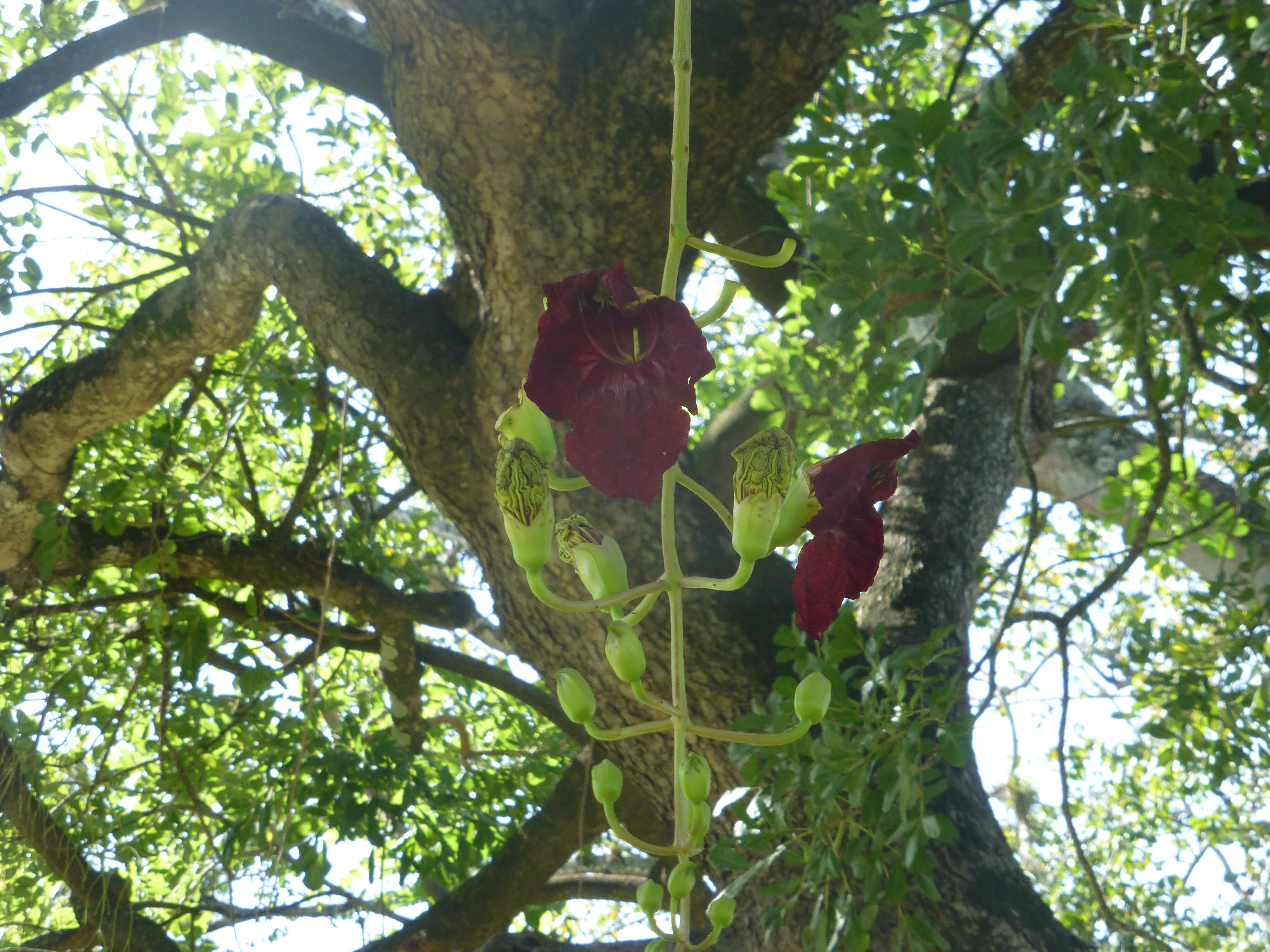
Кігелія африканська: кампус У. Вест-Індії, Тринідад, лютий 2015 р.
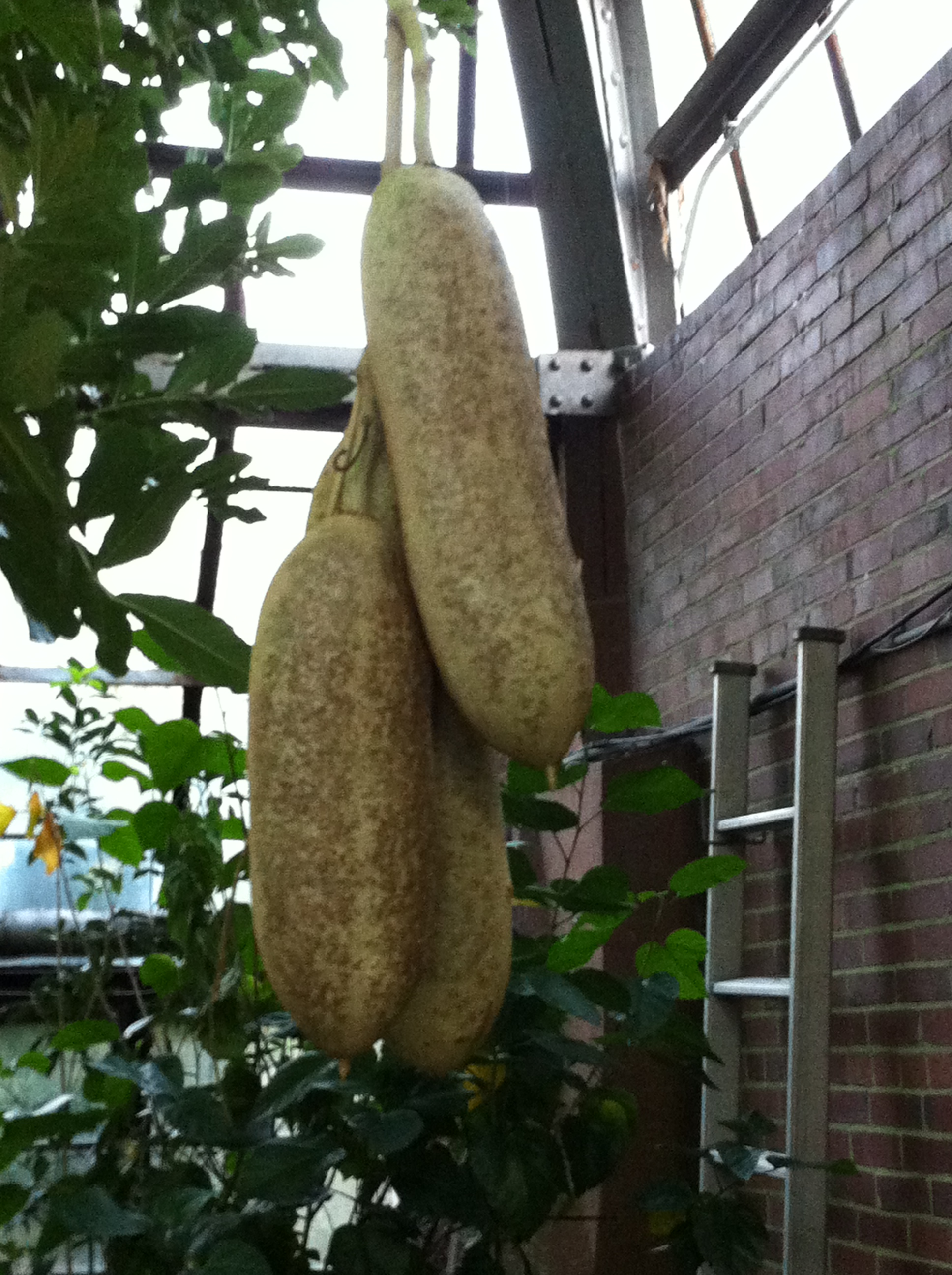
Вхід до консерваторії Lincoln Parkу Чикаго, Іллінойс
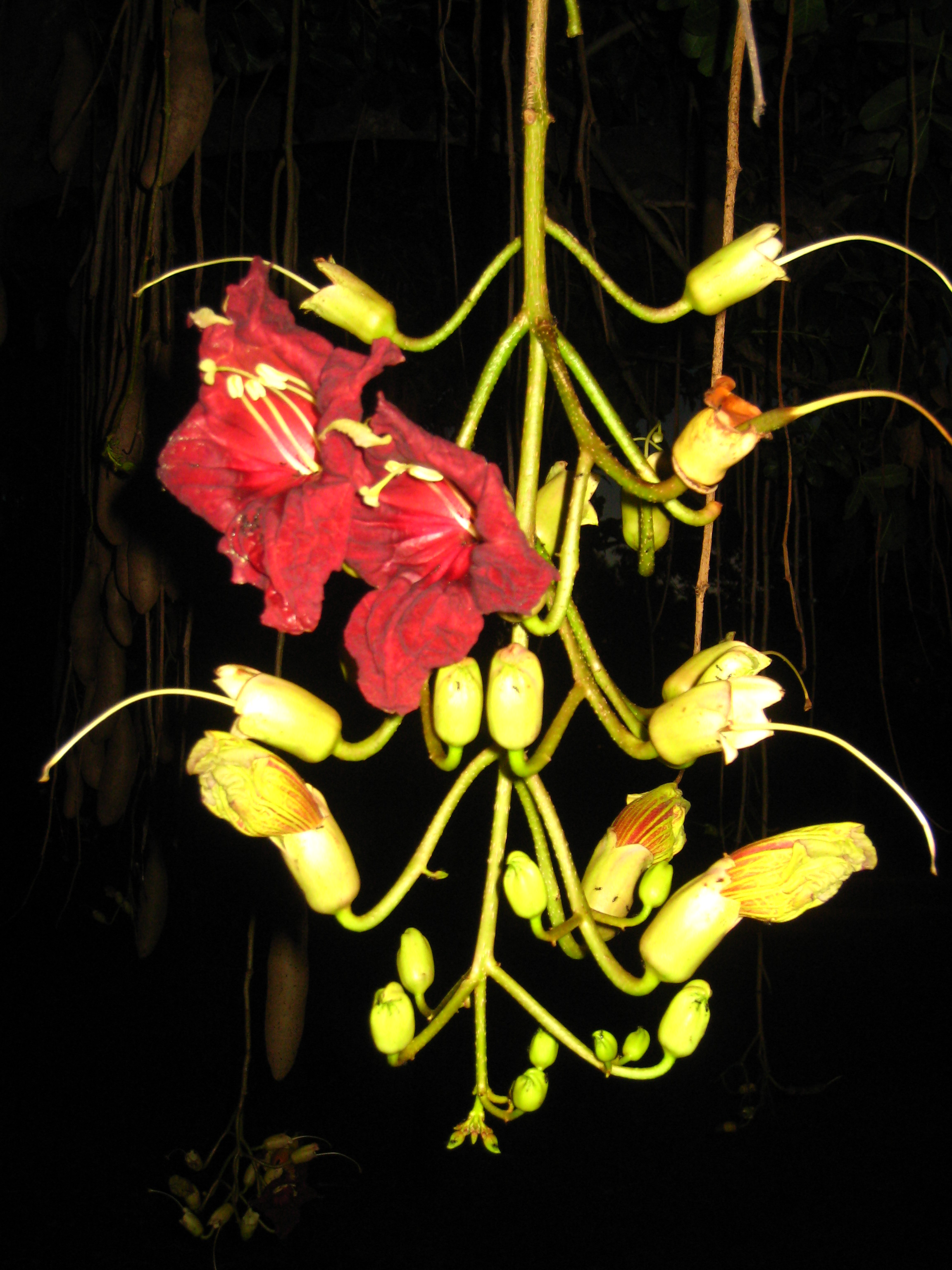
Суцвіття:Кігелія африканська.UQ,Сент-Люсія,Брісбен
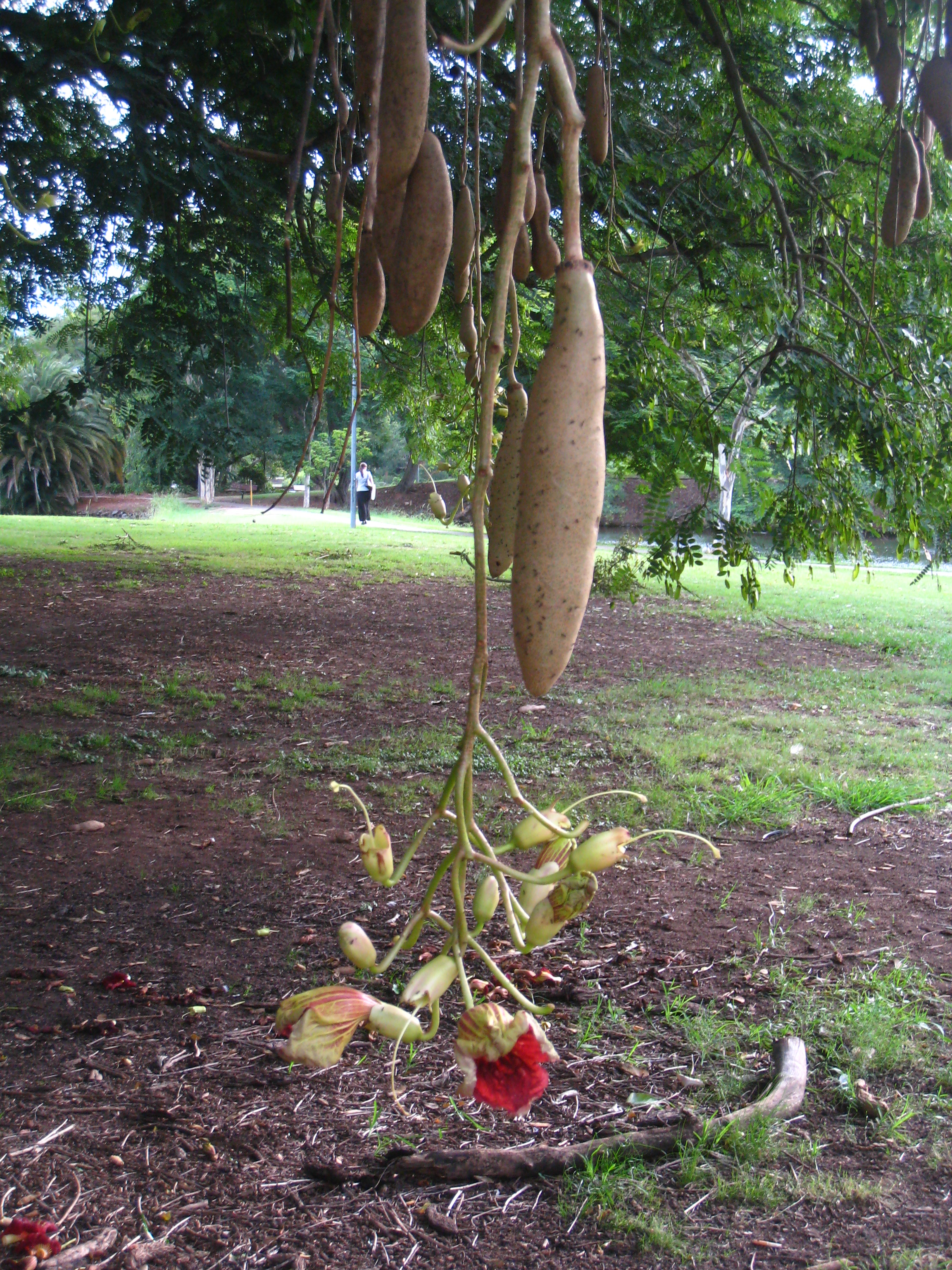
Фрукти та квіти:Кігелія африканська.UQ,Сент-Люсія,Брісбен